# Artaban III.
Artaban III. Partski (perzijsko اردوان سوم‎), partski princ z iranskimi in grškimi predniki, kralj Atropatene (6–10) in Partskega cesarstva (10–35 in 36–38), * ni znano, † 38.

## Življenjepis

### Družina in otroštvo
Atraban III. je bil sin neimenovane arsakidske partske princese, sorodnice kralja Vonona I. Partskega, in atropatenskega princa Dareja. Prinčeva stara starša po očetovi strani sta bila  kralj Artavazd I. Atropatenski in njegova žena Atenaja. Imel je mlajšega brata Vonona II., ki je bil kralj Atropatene in Partskega cesarstva in soimenjak Artabanovega predhodnika.
Rojen in odrasel je v Partskem cesarstvu, vendar je večino svoje mladosti preživel med nomadskimi Dahi. To bi lahko pomenilo, da je bil v obdobju, ko je nad kavkaškimi kraljestvi vladalo Rimsko cesarstvo, v izgnanstvu.

### Kralj Atropatene in Partskega cesarstva
Artaban III. je postal kralj Atropatene in Armenije leta 6 po smrti svojega bratranca Artavazda II., ki je od leta 4-6 vladal kot Artavazd III. Atropatenski. Kraljeval je do leta 10. O njegovem kratkem vladanju je zelo malo podatkov.
Leta 10 se je odpovedal atropatenskemu prestolu in postal kralj Partskega cesarstva. Nasledil ga je brat Vonon II.. Na partski prestol so ga pripeljali partski mogotci, ki niso priznali kralja Vonona I., katerega jim je za naslednika njegovega očeta Fraata IV. iz Rima poslal cesar Avgust. 
Vojna med Vononom I. in Artabanom III. je bila dolga in negotova. Eden od Vononovih kovancev celo slavi njegovo zmago nad Artabanom III., vendar ga je Artaban III. nazadnje popolnoma porazil in zasedel prestolnico Ktezifon. Vonon I. je pobegnil v Armenijo, kjer so ga ustoličili za kralja pod rimsko zaščito. Ko je Artaban III. napadel Armenijo, je Vonon I. pobegnil v Sirijo in rimski cesar Tiberij se je odločil, da ga ne bo več podpiral. Na vzhod je poslal svojega nečaka in izbranega naslednika Germanika, ki je z Artabanom III. sklenil mir in ga priznal za prijatelja Rimljanov. Armenijo je leta 18 predal kralju Artaksu III.
Artaban III. je imel, tako kot vsi njegovi predhodniki, veliko nasprotnikov med svojimi velikaši. Zaradi tega in zaradi trde vzgoje med nomadskimi Dahi, je bil zelo krut. Da bi utrdil svojo oblast, je pobil vse arsakidske prince, ki jih je dosegel. Pogosti so bili tudi upori med podložnimi ljudstvi. 
Leta 35 je znova poskusil pokoriti Armenijo in na njen prestol posaditi svojega sina Arskaka I.. Vojna z Rimom je bila na videz neizogibna. Stranka partskih mogotcev, ki je bila sovražno razpoložena do Artabana III., je pozvala Tiberija, naj jim pošlje novega kralja, ki bi bil potomec Fraata IV. in bi se zoperstavil Artabanu III.. Tiberij jim kje poslal Fraatovega vnuka Tiridata III. in ukazal Luciju Viteliju Starejšemu, očetu cesarja Vitelija, naj ponovno vzpostavi rimsko oblast na vzhodu. Viteliju je s spretnimi vojaškimi in diplomatskimi operacijami to v celoti uspelo. Artabana so njegovi pristaši zapustili, on sam pa je pobegnil na vzhod. Tiridat III. se je razglasil za partskega kralja in pristal na vazalni položaj do Rimskega cesarstva, vendar se ni obdržal prav dolgo. Artaban III. se je vrnil iz Hirkanije z veliko vojsko skitskih Dahov in med Parti dosegel priznanje svojega kraljevskega položaja. Tiridat III. je pobegnil v Sirijo. 
Artaban III. ni bil dovolj močan za vojno z Rimom, zato je leta 37 z Vitelijem sklenil mirovno pogodbo, s katero se je odpovedal vsem svojim zahtevam. Kmalu zatem je bil ponovno odstavljen in za kralja se je razglasil nek Kinam. Artaban III. je dobil zatočišče pri svojem vazalnem kralju Izatu bar Monobazu, ki je izpogajal Artabanovo ponovno vrnitev na prestol.  Kmalu zatem je Artaban III. umrl. Nasledil ga je sin Vardan I., katerega vladanje je bilo še bolj burno kot očetovo.

## Družina
Artaban III. je imel z nepoznano ženo štiri sinove: Arsaka I., Oroda, Artabana, katerega je skupaj z materjo kot možnega tekmeca za prestol leta 40  ubil Gotarz II., in Vardana I.. Gotarz II. bi lahko bil Artabanov pravi sin ali posinovjenec, Artaban pa bi lahko bil tudi oče Artabana IV..